# José (livro)
José é o quarto livro de poemas lançado pelo poeta mineiro Carlos Drummond de Andrade. Foi originalmente lançado em 1942, de uma forma discreta, no fim do volume Poesias, uma coletânea também com os três primeiros livros de Drummond. Ao contrário das obras anteriores, cujo conteúdo de cada uma passava o número de 25 poemas, José reúne apenas doze.
O livro trata de assuntos como a solidão do homem na metrópole, os problemas individuais do ser e questões pessoais da vida de Drummond. Trechos de poemas desse livro tornaram-se tão famosos que se inseriram na cultura popular desde então, como "E agora, José?" do poema que dá nome ao livro, e também "Lutar com palavras é a luta mais vã" de "O Lutador". O poema de encerramento "Viagem na Família" serviu de base para a obra "Poema de Itabira" do compositor erudito Heitor Villa-Lobos.

## Poemas
1. "A Bruxa" [a Emil Farhat]
2. "O Boi"
3. "Palavras no Mar"
4. "Edifício Esplendor"
5. "O Lutador"
6. "Tristeza no Céu"
7. "Rua do Olhar"
8. "Os Rostos Imóveis" [a Otto Maria Carpeaux]
9. "José"
10. "Noturno Oprimido"
11. "A Mão Suja"
12. "Viagem na Família" [a Rodrigo M. F. de Andrade]

## Publicações
A obra José foi reproduzida por completo nas seguintes antologias:
- Poesias - Rio de Janeiro: J. Olympio, 1942
- Poesia até agora - Rio de Janeiro: J. Olympio, 1948
- Fazendeiro do ar & Poesia até agora - Rio de Janeiro: J. Olympio, 1954
- Poemas - Rio de Janeiro: J. Olympio, 1959
- José & Outros - Rio de Janeiro: J. Olympio, 1967
- Reunião - Rio de Janeiro: J. Olympio, 1969
- José & Outros - Rio de Janeiro: Record, 2003
- José - São Paulo: Companhia das Letras, 2012